# Schoonspringen op de Olympische Zomerspelen 2016 – tienmetertoren synchroon mannen
Het synchroonspringen voor mannen vanaf de tienmetertoren op de Olympische Zomerspelen 2016 vond plaats op 8 augustus 2016. Acht teams van twee schoonspringers kwamen in actie in een directe finale. Regerend olympisch kampioenen waren Cao Yuan en Zhang Yanquan uit China.

## Uitslag
| Rang   | Namen                                | Land | Sprongen | Sprongen | Sprongen | Sprongen | Sprongen | Sprongen | Totaal |
| Rang   | Namen                                | Land | 1        | 2        | 3        | 4        | 5        | 6        | Totaal |
| ------ | ------------------------------------ | ---- | -------- | -------- | -------- | -------- | -------- | -------- | ------ |
| Goud   | Chen Aisen Lin Yue                   | CHN  | 57.00    | 57.00    | 92.82    | 85.32    | 106.56   | 98.28    | 496.98 |
| Zilver | David Boudia Steele Johnson          | USA  | 54.00    | 53.40    | 83.52    | 85.68    | 85.47    | 95.04    | 457.11 |
| Brons  | Tom Daley Daniel Goodfellow          | GBR  | 51.60    | 49.80    | 79.68    | 81.60    | 92.13    | 89.64    | 444.45 |
| 4      | Patrick Hausding Sascha Klein        | GER  | 51.00    | 48.60    | 74.88    | 92.88    | 84.66    | 86.40    | 438.42 |
| 5      | Iván García Germán Sánchez           | MEX  | 51.60    | 49.20    | 79.92    | 82.14    | 77.22    | 83.22    | 423.30 |
| 6      | Maksym Dolhov Oleksandr Gorsjkovozov | UKR  | 50.40    | 49.80    | 77.76    | 84.48    | 68.82    | 90.72    | 421.98 |
| 7      | Viktor Minibajev Nikita Sjleicher    | RUS  | 51.00    | 48.60    | 78.54    | 67.71    | 87.48    | 84.24    | 417.57 |
| 8      | Jackson Rondinelli Hugo Parisi       | BRA  | 49.80    | 48.00    | 71.10    | 70.08    | 61.38    | 68.16    | 368.52 |